# Gruppspelet i Svenska cupen i fotboll 2015/2016
Gruppspelet i Svenska cupen i fotboll 2015/2016 spelas från den 20 februari till den 6 mars 2016, totalt 32 lag tävlar i gruppspelet om åttas slutspelsplatser. Gruppspelet består av 32 lag som delas upp i åtta grupper med fyra lag i varje grupp. Alla lag i varje grupp spelar mot varandra en gång. Varje gruppvinnare går vidare till kvartsfinal.

## Kvalificerade lag
| Seedade - AIK - BK Häcken - Djurgårdens IF - Falkenbergs FF - Gefle IF - GIF Sundsvall - Halmstads BK - Hammarby IF - Helsingborgs IF - IF Elfsborg - IFK Göteborg - IFK Norrköping - Malmö FF - Kalmar FF - Örebro SK - Jönköpings Södra | Oseedade - AFC United - Assyriska FF - Degerfors IF - Gais - IF Brommapojkarna - IFK Värnamo - IK Frej - IK Sirius - Ljungskile SK - Syrianska FC - Varbergs BoIS - Ängelholms FF - Östersunds FK - BK Forward - FC Trollhättan - Tenhults IF |  |

## Grupper

### Grupp 1[2]
| Nr | Lag              | S | V | O | F | GM | IM | MS | P |
| -- | ---------------- | - | - | - | - | -- | -- | -- | - |
| 1  | IFK Norrköping   | 3 | 2 | 1 | 0 | 6  | 1  | +5 | 7 |
| 2  | Jönköpings Södra | 3 | 1 | 1 | 1 | 2  | 2  | 0  | 4 |
| 3  | Östersunds FK    | 3 | 1 | 0 | 2 | 3  | 5  | −2 | 3 |
| 4  | AFC United       | 3 | 1 | 0 | 2 | 1  | 4  | −3 | 3 |

|             | 20 februari 2016 | IFK Norrköping                                         | 4 – 0           | Östersunds FK | Nya Parken                                                                  |                                                                             |
| 14:00 UTC+1 | 14:00 UTC+1      | Traustason 17′ Bärkroth 36′ Kujović 72′ Enarsson 90+2′ | (2 – 0) Rapport |               | Norrköping Sändes på: SVT Play Publik: 1 423 Domare: Johan Krantz (Uppsala) | Norrköping Sändes på: SVT Play Publik: 1 423 Domare: Johan Krantz (Uppsala) |
| 14:00 UTC+1 | 14:00 UTC+1      |                                                        |                 |               | Norrköping Sändes på: SVT Play Publik: 1 423 Domare: Johan Krantz (Uppsala) | Norrköping Sändes på: SVT Play Publik: 1 423 Domare: Johan Krantz (Uppsala) |
| 14:00 UTC+1 | 14:00 UTC+1      |                                                        |                 |               | Norrköping Sändes på: SVT Play Publik: 1 423 Domare: Johan Krantz (Uppsala) | Norrköping Sändes på: SVT Play Publik: 1 423 Domare: Johan Krantz (Uppsala) |

|             | 20 februari 2016 | Jönköpings Södra | 0 – 1           | AFC United   | Elmiahallen (Inomhus)                                 |                                                       |
| 15:00 UTC+1 | 15:00 UTC+1      |                  | (0 – 0) Rapport | 79′ El Kabir | Jönköping Publik: 354 Domare: Patrik Eriksson (Gävle) | Jönköping Publik: 354 Domare: Patrik Eriksson (Gävle) |
| 15:00 UTC+1 | 15:00 UTC+1      |                  |                 |              | Jönköping Publik: 354 Domare: Patrik Eriksson (Gävle) | Jönköping Publik: 354 Domare: Patrik Eriksson (Gävle) |
| 15:00 UTC+1 | 15:00 UTC+1      |                  |                 |              | Jönköping Publik: 354 Domare: Patrik Eriksson (Gävle) | Jönköping Publik: 354 Domare: Patrik Eriksson (Gävle) |

|             | 27 februari 2016 | AFC United | 0 – 1           | IFK Norrköping | Skytteholms IP                                   |                                                  |
| 13:00 UTC+1 | 13:00 UTC+1      |            | (0 – 0) Rapport | 53′ Kujović    | Stockholm Publik: 175 Domare: Lars Olsson (Umeå) | Stockholm Publik: 175 Domare: Lars Olsson (Umeå) |
| 13:00 UTC+1 | 13:00 UTC+1      |            |                 |                | Stockholm Publik: 175 Domare: Lars Olsson (Umeå) | Stockholm Publik: 175 Domare: Lars Olsson (Umeå) |
| 13:00 UTC+1 | 13:00 UTC+1      |            |                 |                | Stockholm Publik: 175 Domare: Lars Olsson (Umeå) | Stockholm Publik: 175 Domare: Lars Olsson (Umeå) |

|             | 27 februari 2016 | Jönköpings Södra | 1 – 0           | Östersunds FK | Elmiahallen (Inomhus)                                                       |                                                                             |
| 15:00 UTC+1 | 15:00 UTC+1      | 18′ (sjm.)       | (1 – 0) Rapport |               | Jönköping Sändes på: SVT Play Publik: 344 Domare: Antti Kanerva (Olofstorp) | Jönköping Sändes på: SVT Play Publik: 344 Domare: Antti Kanerva (Olofstorp) |
| 15:00 UTC+1 | 15:00 UTC+1      |                  |                 |               | Jönköping Sändes på: SVT Play Publik: 344 Domare: Antti Kanerva (Olofstorp) | Jönköping Sändes på: SVT Play Publik: 344 Domare: Antti Kanerva (Olofstorp) |
| 15:00 UTC+1 | 15:00 UTC+1      |                  |                 |               | Jönköping Sändes på: SVT Play Publik: 344 Domare: Antti Kanerva (Olofstorp) | Jönköping Sändes på: SVT Play Publik: 344 Domare: Antti Kanerva (Olofstorp) |

|             | 6 mars 2016 | Östersunds FK             | 3 – 0           | AFC United | Jämtkraft Arena                                      |                                                      |
| 14:00 UTC+1 | 14:00 UTC+1 | Gero 13′, 44′ Ghoddos 40′ | (3 – 0) Rapport |            | Östersund Publik: 671 Domare: Johan Krantz (Uppsala) | Östersund Publik: 671 Domare: Johan Krantz (Uppsala) |
| 14:00 UTC+1 | 14:00 UTC+1 |                           |                 |            | Östersund Publik: 671 Domare: Johan Krantz (Uppsala) | Östersund Publik: 671 Domare: Johan Krantz (Uppsala) |
| 14:00 UTC+1 | 14:00 UTC+1 |                           |                 |            | Östersund Publik: 671 Domare: Johan Krantz (Uppsala) | Östersund Publik: 671 Domare: Johan Krantz (Uppsala) |

|             | 6 mars 2016 | IFK Norrköping    | 1 – 1           | Jönköpings Södra | Nya Parken                                                     |                                                                |
| 14:00 UTC+1 | 14:00 UTC+1 | Kujović 9′ (str.) | (1 – 1) Rapport | 17′ Smylie       | Norrköping Publik: 1 362 Domare: Kristoffer Karlsson (Höganäs) | Norrköping Publik: 1 362 Domare: Kristoffer Karlsson (Höganäs) |
| 14:00 UTC+1 | 14:00 UTC+1 |                   |                 |                  | Norrköping Publik: 1 362 Domare: Kristoffer Karlsson (Höganäs) | Norrköping Publik: 1 362 Domare: Kristoffer Karlsson (Höganäs) |
| 14:00 UTC+1 | 14:00 UTC+1 |                   |                 |                  | Norrköping Publik: 1 362 Domare: Kristoffer Karlsson (Höganäs) | Norrköping Publik: 1 362 Domare: Kristoffer Karlsson (Höganäs) |

### Grupp 2[4]
| Nr | Lag          | S | V | O | F | GM | IM | MS | P |
| -- | ------------ | - | - | - | - | -- | -- | -- | - |
| 1  | Halmstads BK | 3 | 2 | 0 | 1 | 5  | 3  | +2 | 6 |
| 2  | IFK Göteborg | 3 | 1 | 2 | 0 | 5  | 2  | +3 | 5 |
| 3  | IK Frej      | 3 | 0 | 2 | 1 | 2  | 4  | −2 | 2 |
| 4  | Degerfors IF | 3 | 0 | 2 | 1 | 2  | 5  | −3 | 2 |

|             | 20 februari 2016 | Halmstads BK    | 2 – 0           | IK Frej | Skedalaheds IP                                            |                                                           |
| 16:00 UTC+1 | 16:00 UTC+1      | Olsson 19′, 45′ | (2 – 0) Rapport |         | Halmstad Publik: 224 Domare: Robert Daradic (Helsingborg) | Halmstad Publik: 224 Domare: Robert Daradic (Helsingborg) |
| 16:00 UTC+1 | 16:00 UTC+1      |                 |                 |         | Halmstad Publik: 224 Domare: Robert Daradic (Helsingborg) | Halmstad Publik: 224 Domare: Robert Daradic (Helsingborg) |
| 16:00 UTC+1 | 16:00 UTC+1      |                 |                 |         | Halmstad Publik: 224 Domare: Robert Daradic (Helsingborg) | Halmstad Publik: 224 Domare: Robert Daradic (Helsingborg) |

|             | 21 februari 2016 | IFK Göteborg   | 1 – 1           | Degerfors IF   | Bravida Arena                                                         |                                                                       |
| 16:00 UTC+1 | 16:00 UTC+1      | Hermansson 28′ | (1 – 0) Rapport | 59′ Samuelsson | Göteborg Sändes på: SVT Play Publik: 3 607 Domare: Johan Hamlin (Bro) | Göteborg Sändes på: SVT Play Publik: 3 607 Domare: Johan Hamlin (Bro) |
| 16:00 UTC+1 | 16:00 UTC+1      |                |                 |                | Göteborg Sändes på: SVT Play Publik: 3 607 Domare: Johan Hamlin (Bro) | Göteborg Sändes på: SVT Play Publik: 3 607 Domare: Johan Hamlin (Bro) |
| 16:00 UTC+1 | 16:00 UTC+1      |                |                 |                | Göteborg Sändes på: SVT Play Publik: 3 607 Domare: Johan Hamlin (Bro) | Göteborg Sändes på: SVT Play Publik: 3 607 Domare: Johan Hamlin (Bro) |

|             | 27 februari 2016 | Halmstads BK              | 3 – 0           | Degerfors IF | Skedalaheds IP                                        |                                                       |
| 14:00 UTC+1 | 14:00 UTC+1      | Tveter 4′, 12′ Olsson 13′ | (3 – 0) Rapport |              | Halmstad Publik: 529 Domare: Adnan Jukic (Falkenberg) | Halmstad Publik: 529 Domare: Adnan Jukic (Falkenberg) |
| 14:00 UTC+1 | 14:00 UTC+1      |                           |                 |              | Halmstad Publik: 529 Domare: Adnan Jukic (Falkenberg) | Halmstad Publik: 529 Domare: Adnan Jukic (Falkenberg) |
| 14:00 UTC+1 | 14:00 UTC+1      |                           |                 |              | Halmstad Publik: 529 Domare: Adnan Jukic (Falkenberg) | Halmstad Publik: 529 Domare: Adnan Jukic (Falkenberg) |

|             | 28 februari 2016 | IK Frej     | 1 – 1           | IFK Göteborg | Skytteholms IP                                                                |                                                                               |
| 16:30 UTC+1 | 16:30 UTC+1      | Runnemo 31′ | (1 – 1) Rapport | 13′ Sköld    | Stockholm Sändes på: Cmore Fotboll Publik: 941 Domare: Johan Krantz (Uppsala) | Stockholm Sändes på: Cmore Fotboll Publik: 941 Domare: Johan Krantz (Uppsala) |
| 16:30 UTC+1 | 16:30 UTC+1      |             |                 |              | Stockholm Sändes på: Cmore Fotboll Publik: 941 Domare: Johan Krantz (Uppsala) | Stockholm Sändes på: Cmore Fotboll Publik: 941 Domare: Johan Krantz (Uppsala) |
| 16:30 UTC+1 | 16:30 UTC+1      |             |                 |              | Stockholm Sändes på: Cmore Fotboll Publik: 941 Domare: Johan Krantz (Uppsala) | Stockholm Sändes på: Cmore Fotboll Publik: 941 Domare: Johan Krantz (Uppsala) |

|             | 6 mars 2016 | Degerfors IF | 1 – 1           | IK Frej      | Stora Valla (B-plan)                                   |                                                        |
| 16:00 UTC+1 | 16:00 UTC+1 | Öst 90+1′    | (0 – 1) Rapport | 44′ Akpoveta | Degerfors Publik: 200 Domare: Jesper Ekwall (Vendelsö) | Degerfors Publik: 200 Domare: Jesper Ekwall (Vendelsö) |
| 16:00 UTC+1 | 16:00 UTC+1 |              |                 |              | Degerfors Publik: 200 Domare: Jesper Ekwall (Vendelsö) | Degerfors Publik: 200 Domare: Jesper Ekwall (Vendelsö) |
| 16:00 UTC+1 | 16:00 UTC+1 |              |                 |              | Degerfors Publik: 200 Domare: Jesper Ekwall (Vendelsö) | Degerfors Publik: 200 Domare: Jesper Ekwall (Vendelsö) |

|             | 6 mars 2016 | IFK Göteborg                    | 3 – 0           | Halmstads BK | Bravida Arena                                        |                                                      |
| 16:00 UTC+1 | 16:00 UTC+1 | Engvall 13′ Rieks 33′ Hysén 65′ | (2 – 0) Rapport |              | Göteborg Publik: 1 815 Domare: Andreas Ekberg (Lund) | Göteborg Publik: 1 815 Domare: Andreas Ekberg (Lund) |
| 16:00 UTC+1 | 16:00 UTC+1 |                                 |                 |              | Göteborg Publik: 1 815 Domare: Andreas Ekberg (Lund) | Göteborg Publik: 1 815 Domare: Andreas Ekberg (Lund) |
| 16:00 UTC+1 | 16:00 UTC+1 |                                 |                 |              | Göteborg Publik: 1 815 Domare: Andreas Ekberg (Lund) | Göteborg Publik: 1 815 Domare: Andreas Ekberg (Lund) |

### Grupp 3[9]
| Nr | Lag            | S | V | O | F | GM | IM | MS | P |
| -- | -------------- | - | - | - | - | -- | -- | -- | - |
| 1  | AIK            | 3 | 3 | 0 | 0 | 10 | 2  | +8 | 9 |
| 2  | Falkenbergs FF | 3 | 1 | 1 | 1 | 4  | 3  | +1 | 4 |
| 3  | Varbergs BoIS  | 3 | 1 | 1 | 1 | 3  | 3  | 0  | 4 |
| 4  | Tenhults IF    | 3 | 0 | 0 | 3 | 0  | 9  | −9 | 0 |

|             | 20 februari 2016 | AIK                   | 2 – 1           | Varbergs BoIS | Skytteholms IP                                                                     |                                                                                    |
| 14:00 UTC+1 | 14:00 UTC+1      | Brustad 20′ Avdić 70′ | (1 – 0) Rapport | 74′ Peter     | Stockholm Sändes på: Cmore Fotboll Publik: 2 632 Domare: Stefan Johannesson (Täby) | Stockholm Sändes på: Cmore Fotboll Publik: 2 632 Domare: Stefan Johannesson (Täby) |
| 14:00 UTC+1 | 14:00 UTC+1      |                       |                 |               | Stockholm Sändes på: Cmore Fotboll Publik: 2 632 Domare: Stefan Johannesson (Täby) | Stockholm Sändes på: Cmore Fotboll Publik: 2 632 Domare: Stefan Johannesson (Täby) |
| 14:00 UTC+1 | 14:00 UTC+1      |                       |                 |               | Stockholm Sändes på: Cmore Fotboll Publik: 2 632 Domare: Stefan Johannesson (Täby) | Stockholm Sändes på: Cmore Fotboll Publik: 2 632 Domare: Stefan Johannesson (Täby) |

|             | 21 februari 2016 | Tenhults IF | 0 – 2           | Falkenbergs FF         | Elmiahallen (Inomhus)                                |                                                      |
| 16:00 UTC+1 | 16:00 UTC+1      |             | (0 – 1) Rapport | 31′ Nazari 65′ Nilsson | Jönköping Publik: 350 Domare: Nermin Cisic (Värnamo) | Jönköping Publik: 350 Domare: Nermin Cisic (Värnamo) |
| 16:00 UTC+1 | 16:00 UTC+1      |             |                 |                        | Jönköping Publik: 350 Domare: Nermin Cisic (Värnamo) | Jönköping Publik: 350 Domare: Nermin Cisic (Värnamo) |
| 16:00 UTC+1 | 16:00 UTC+1      |             |                 |                        | Jönköping Publik: 350 Domare: Nermin Cisic (Värnamo) | Jönköping Publik: 350 Domare: Nermin Cisic (Värnamo) |

|             | 27 februari 2016 | Falkenbergs FF | 1 – 1           | Varbergs BoIS | Kristineslätts IP                                       |                                                         |
| 13:00 UTC+1 | 13:00 UTC+1      | Araba 90+3′    | (0 – 1) Rapport | 36′ Alba      | Falkenberg Publik: 800 Domare: Bojan Pandzic (Göteborg) | Falkenberg Publik: 800 Domare: Bojan Pandzic (Göteborg) |
| 13:00 UTC+1 | 13:00 UTC+1      |                |                 |               | Falkenberg Publik: 800 Domare: Bojan Pandzic (Göteborg) | Falkenberg Publik: 800 Domare: Bojan Pandzic (Göteborg) |
| 13:00 UTC+1 | 13:00 UTC+1      |                |                 |               | Falkenberg Publik: 800 Domare: Bojan Pandzic (Göteborg) | Falkenberg Publik: 800 Domare: Bojan Pandzic (Göteborg) |

|             | 28 februari 2016 | Tenhults IF | 0 – 6           | AIK                                                                     | Elmiahallen (Inomhus)                              |                                                    |
| 16:00 UTC+1 | 16:00 UTC+1      |             | (0 – 2) Rapport | 14′ Markkanen 25′ Affane 67′ Hauksson 83′ Nikolić 85′ Väisänen 86′ Isak | Jönköping Publik: 1 857 Domare: Johan Hamlin (Bro) | Jönköping Publik: 1 857 Domare: Johan Hamlin (Bro) |
| 16:00 UTC+1 | 16:00 UTC+1      |             |                 |                                                                         | Jönköping Publik: 1 857 Domare: Johan Hamlin (Bro) | Jönköping Publik: 1 857 Domare: Johan Hamlin (Bro) |
| 16:00 UTC+1 | 16:00 UTC+1      |             |                 |                                                                         | Jönköping Publik: 1 857 Domare: Johan Hamlin (Bro) | Jönköping Publik: 1 857 Domare: Johan Hamlin (Bro) |

|             | 5 mars 2016 | Varbergs BoIS | 1 – 0           | Tenhults IF | Ankarvallen                                      |                                                  |
| 14:00 UTC+1 | 14:00 UTC+1 | Boakye 90+3′  | (0 – 0) Rapport |             | Varberg Publik: 150 Domare: Diako Behnam (Solna) | Varberg Publik: 150 Domare: Diako Behnam (Solna) |
| 14:00 UTC+1 | 14:00 UTC+1 |               |                 |             | Varberg Publik: 150 Domare: Diako Behnam (Solna) | Varberg Publik: 150 Domare: Diako Behnam (Solna) |
| 14:00 UTC+1 | 14:00 UTC+1 |               |                 |             | Varberg Publik: 150 Domare: Diako Behnam (Solna) | Varberg Publik: 150 Domare: Diako Behnam (Solna) |

|             | 5 mars 2016 | AIK                   | 2 – 1           | Falkenbergs FF | Skytteholms IP                                                                   |                                                                                  |
| 14:00 UTC+1 | 14:00 UTC+1 | Yasin 7′ Hauksson 36′ | (2 – 1) Rapport | 14′ Krizanović | Stockholm Sändes på: SVT Play Publik: 3 200 Domare: Markus Strömbergsson (Gävle) | Stockholm Sändes på: SVT Play Publik: 3 200 Domare: Markus Strömbergsson (Gävle) |
| 14:00 UTC+1 | 14:00 UTC+1 |                       |                 |                | Stockholm Sändes på: SVT Play Publik: 3 200 Domare: Markus Strömbergsson (Gävle) | Stockholm Sändes på: SVT Play Publik: 3 200 Domare: Markus Strömbergsson (Gävle) |
| 14:00 UTC+1 | 14:00 UTC+1 |                       |                 |                | Stockholm Sändes på: SVT Play Publik: 3 200 Domare: Markus Strömbergsson (Gävle) | Stockholm Sändes på: SVT Play Publik: 3 200 Domare: Markus Strömbergsson (Gävle) |

### Grupp 4[12]
| Nr | Lag          | S | V | O | F | GM | IM | MS | P |
| -- | ------------ | - | - | - | - | -- | -- | -- | - |
| 1  | Kalmar FF    | 3 | 3 | 0 | 0 | 6  | 2  | +4 | 9 |
| 2  | IF Elfsborg  | 3 | 1 | 1 | 1 | 6  | 6  | 0  | 4 |
| 3  | Assyriska FF | 3 | 1 | 0 | 2 | 4  | 6  | −2 | 3 |
| 4  | IFK Värnamo  | 3 | 0 | 1 | 2 | 4  | 6  | −2 | 1 |

|             | 20 februari 2016 | Kalmar FF             | 2 – 1           | IFK Värnamo    | Gasten IP                                       |                                                 |
| 14:00 UTC+1 | 14:00 UTC+1      | 49′ (sjm.) R. Elm 86′ | (0 – 1) Rapport | 37′ Cederqvist | Kalmar Publik: 215 Domare: Per Melin (Kävlinge) | Kalmar Publik: 215 Domare: Per Melin (Kävlinge) |
| 14:00 UTC+1 | 14:00 UTC+1      |                       |                 |                | Kalmar Publik: 215 Domare: Per Melin (Kävlinge) | Kalmar Publik: 215 Domare: Per Melin (Kävlinge) |
| 14:00 UTC+1 | 14:00 UTC+1      |                       |                 |                | Kalmar Publik: 215 Domare: Per Melin (Kävlinge) | Kalmar Publik: 215 Domare: Per Melin (Kävlinge) |

|             | 20 februari 2016 | IF Elfsborg                          | 3 – 2           | Assyriska FF            | Borås Arena                                          |                                                      |
| 15:00 UTC+1 | 15:00 UTC+1      | Prodell 13′, 53′ Claesson 73′ (str.) | (1 – 1) Rapport | 17′ Pavey 74′ Fagerberg | Borås Publik: 573 Domare: Magnus Lindgren (Göteborg) | Borås Publik: 573 Domare: Magnus Lindgren (Göteborg) |
| 15:00 UTC+1 | 15:00 UTC+1      |                                      |                 |                         | Borås Publik: 573 Domare: Magnus Lindgren (Göteborg) | Borås Publik: 573 Domare: Magnus Lindgren (Göteborg) |
| 15:00 UTC+1 | 15:00 UTC+1      |                                      |                 |                         | Borås Publik: 573 Domare: Magnus Lindgren (Göteborg) | Borås Publik: 573 Domare: Magnus Lindgren (Göteborg) |

|             | 27 februari 2016 | IFK Värnamo                           | 3 – 3           | IF Elfsborg                       | Finnvedsvallen, konstgräsplan                      |                                                    |
| 14:00 UTC+1 | 14:00 UTC+1      | Svahn 5′ Johansson 28′ Cederqvist 79′ | (2 – 0) Rapport | 49′ Horn 58′ Claesson 68′ Hedlund | Värnamo Publik: 668 Domare: Jim Petersson (Motala) | Värnamo Publik: 668 Domare: Jim Petersson (Motala) |
| 14:00 UTC+1 | 14:00 UTC+1      |                                       |                 |                                   | Värnamo Publik: 668 Domare: Jim Petersson (Motala) | Värnamo Publik: 668 Domare: Jim Petersson (Motala) |
| 14:00 UTC+1 | 14:00 UTC+1      |                                       |                 |                                   | Värnamo Publik: 668 Domare: Jim Petersson (Motala) | Värnamo Publik: 668 Domare: Jim Petersson (Motala) |

|             | 27 februari 2016 | Kalmar FF                               | 3 – 1           | Assyriska FF   | Gasten IP                                             |                                                       |
| 14:00 UTC+1 | 14:00 UTC+1      | Eriksson 16′ Agardius 45′ Antonsson 81′ | (1 – 0) Rapport | 90′ Söderström | Kalmar Publik: 311 Domare: Magnus Lindgren (Göteborg) | Kalmar Publik: 311 Domare: Magnus Lindgren (Göteborg) |
| 14:00 UTC+1 | 14:00 UTC+1      |                                         |                 |                | Kalmar Publik: 311 Domare: Magnus Lindgren (Göteborg) | Kalmar Publik: 311 Domare: Magnus Lindgren (Göteborg) |
| 14:00 UTC+1 | 14:00 UTC+1      |                                         |                 |                | Kalmar Publik: 311 Domare: Magnus Lindgren (Göteborg) | Kalmar Publik: 311 Domare: Magnus Lindgren (Göteborg) |

|             | 5 mars 2016 | Assyriska FF    | 1 – 0           | IFK Värnamo | Södertälje Fotbollsarena                               |                                                        |
| 16:00 UTC+1 | 16:00 UTC+1 | Genc 38′ (str.) | (1 – 0) Rapport |             | Södertälje Publik: 100 Domare: Patrik Eriksson (Gävle) | Södertälje Publik: 100 Domare: Patrik Eriksson (Gävle) |
| 16:00 UTC+1 | 16:00 UTC+1 |                 |                 |             | Södertälje Publik: 100 Domare: Patrik Eriksson (Gävle) | Södertälje Publik: 100 Domare: Patrik Eriksson (Gävle) |
| 16:00 UTC+1 | 16:00 UTC+1 |                 |                 |             | Södertälje Publik: 100 Domare: Patrik Eriksson (Gävle) | Södertälje Publik: 100 Domare: Patrik Eriksson (Gävle) |

|             | 5 mars 2016 | IF Elfsborg | 0 – 1           | Kalmar FF     | Borås Arena                                                            |                                                                        |
| 16:00 UTC+1 | 16:00 UTC+1 |             | (0 – 0) Rapport | 83′ Johansson | Borås Sändes på: SVT Play Publik: 2 193 Domare: Nermin Cisic (Värnamo) | Borås Sändes på: SVT Play Publik: 2 193 Domare: Nermin Cisic (Värnamo) |
| 16:00 UTC+1 | 16:00 UTC+1 |             |                 |               | Borås Sändes på: SVT Play Publik: 2 193 Domare: Nermin Cisic (Värnamo) | Borås Sändes på: SVT Play Publik: 2 193 Domare: Nermin Cisic (Värnamo) |
| 16:00 UTC+1 | 16:00 UTC+1 |             |                 |               | Borås Sändes på: SVT Play Publik: 2 193 Domare: Nermin Cisic (Värnamo) | Borås Sändes på: SVT Play Publik: 2 193 Domare: Nermin Cisic (Värnamo) |

### Grupp 5[17]
| Nr | Lag           | S | V | O | F | GM | IM | MS | P |
| -- | ------------- | - | - | - | - | -- | -- | -- | - |
| 1  | Malmö FF      | 3 | 3 | 0 | 0 | 10 | 2  | +8 | 9 |
| 2  | IK Sirius     | 3 | 1 | 1 | 1 | 3  | 3  | 0  | 4 |
| 3  | GIF Sundsvall | 3 | 1 | 0 | 2 | 1  | 5  | −4 | 3 |
| 4  | Ängelholms FF | 3 | 0 | 1 | 2 | 2  | 6  | −4 | 1 |

|             | 20 februari 2016 | GIF Sundsvall | 1 – 0           | Ängelholms FF | Nordichallen (Inomhus)                                     |                                                            |
| 15:00 UTC+1 | 15:00 UTC+1      | Dibba 85′     | (0 – 0) Rapport |               | Sundsvall Publik: 489 Domare: Markus Strömbergsson (Gävle) | Sundsvall Publik: 489 Domare: Markus Strömbergsson (Gävle) |
| 15:00 UTC+1 | 15:00 UTC+1      |               |                 |               | Sundsvall Publik: 489 Domare: Markus Strömbergsson (Gävle) | Sundsvall Publik: 489 Domare: Markus Strömbergsson (Gävle) |
| 15:00 UTC+1 | 15:00 UTC+1      |               |                 |               | Sundsvall Publik: 489 Domare: Markus Strömbergsson (Gävle) | Sundsvall Publik: 489 Domare: Markus Strömbergsson (Gävle) |

|             | 20 februari 2016 | Malmö FF        | 2 – 1           | IK Sirius | Malmö IP                                                                           |                                                                                    |
| 16:00 UTC+1 | 16:00 UTC+1      | Berget 34′, 77′ | (1 – 1) Rapport | 5′ Sarfo  | Malmö Sändes på: Cmore Fotboll Publik: 3 625 Domare: Kristoffer Karlsson (Höganäs) | Malmö Sändes på: Cmore Fotboll Publik: 3 625 Domare: Kristoffer Karlsson (Höganäs) |
| 16:00 UTC+1 | 16:00 UTC+1      |                 |                 |           | Malmö Sändes på: Cmore Fotboll Publik: 3 625 Domare: Kristoffer Karlsson (Höganäs) | Malmö Sändes på: Cmore Fotboll Publik: 3 625 Domare: Kristoffer Karlsson (Höganäs) |
| 16:00 UTC+1 | 16:00 UTC+1      |                 |                 |           | Malmö Sändes på: Cmore Fotboll Publik: 3 625 Domare: Kristoffer Karlsson (Höganäs) | Malmö Sändes på: Cmore Fotboll Publik: 3 625 Domare: Kristoffer Karlsson (Höganäs) |

|             | 27 februari 2016 | GIF Sundsvall | 0 – 1           | IK Sirius   | Nordichallen (Inomhus)                                |                                                       |
| 15:00 UTC+1 | 15:00 UTC+1      |               | (0 – 1) Rapport | 25′ Hopkins | Sundsvall Publik: 290 Domare: Glenn Nyberg (Borlänge) | Sundsvall Publik: 290 Domare: Glenn Nyberg (Borlänge) |
| 15:00 UTC+1 | 15:00 UTC+1      |               |                 |             | Sundsvall Publik: 290 Domare: Glenn Nyberg (Borlänge) | Sundsvall Publik: 290 Domare: Glenn Nyberg (Borlänge) |
| 15:00 UTC+1 | 15:00 UTC+1      |               |                 |             | Sundsvall Publik: 290 Domare: Glenn Nyberg (Borlänge) | Sundsvall Publik: 290 Domare: Glenn Nyberg (Borlänge) |

|             | 28 februari 2016 | Ängelholms FF | 1 – 4           | Malmö FF                                             | Malmö IP                                                              |                                                                       |
| 14:00 UTC+1 | 14:00 UTC+1      | Eiswohld 44′  | (1 – 0) Rapport | 49′, 75′ Berget 59′ (str.) Kjartansson 68′ Bengtsson | Malmö Sändes på: SVT Play Publik: 3 417 Domare: Andreas Ekberg (Lund) | Malmö Sändes på: SVT Play Publik: 3 417 Domare: Andreas Ekberg (Lund) |
| 14:00 UTC+1 | 14:00 UTC+1      |               |                 |                                                      | Malmö Sändes på: SVT Play Publik: 3 417 Domare: Andreas Ekberg (Lund) | Malmö Sändes på: SVT Play Publik: 3 417 Domare: Andreas Ekberg (Lund) |
| 14:00 UTC+1 | 14:00 UTC+1      |               |                 |                                                      | Malmö Sändes på: SVT Play Publik: 3 417 Domare: Andreas Ekberg (Lund) | Malmö Sändes på: SVT Play Publik: 3 417 Domare: Andreas Ekberg (Lund) |

|             | 5 mars 2016 | IK Sirius   | 1 – 1           | Ängelholms FF | Lötens IP                                             |                                                       |
| 14:00 UTC+1 | 14:00 UTC+1 | Skoglund 1′ | (1 – 0) Rapport | 72′ Ljungberg | Uppsala Publik: 291 Domare: Antti Kanerva (Olofstorp) | Uppsala Publik: 291 Domare: Antti Kanerva (Olofstorp) |
| 14:00 UTC+1 | 14:00 UTC+1 |             |                 |               | Uppsala Publik: 291 Domare: Antti Kanerva (Olofstorp) | Uppsala Publik: 291 Domare: Antti Kanerva (Olofstorp) |
| 14:00 UTC+1 | 14:00 UTC+1 |             |                 |               | Uppsala Publik: 291 Domare: Antti Kanerva (Olofstorp) | Uppsala Publik: 291 Domare: Antti Kanerva (Olofstorp) |

|             | 5 mars 2016 | Malmö FF                                        | 4 – 0           | GIF Sundsvall | Malmö IP                                                                  |                                                                           |
| 14:00 UTC+1 | 14:00 UTC+1 | Kjartansson 5′ Christiansen 69′ Molins 76′, 81′ | (1 – 0) Rapport |               | Malmö Sändes på: Cmore Fotboll Publik: 4 014 Domare: Per Melin (Kävlinge) | Malmö Sändes på: Cmore Fotboll Publik: 4 014 Domare: Per Melin (Kävlinge) |
| 14:00 UTC+1 | 14:00 UTC+1 |                                                 |                 |               | Malmö Sändes på: Cmore Fotboll Publik: 4 014 Domare: Per Melin (Kävlinge) | Malmö Sändes på: Cmore Fotboll Publik: 4 014 Domare: Per Melin (Kävlinge) |
| 14:00 UTC+1 | 14:00 UTC+1 |                                                 |                 |               | Malmö Sändes på: Cmore Fotboll Publik: 4 014 Domare: Per Melin (Kävlinge) | Malmö Sändes på: Cmore Fotboll Publik: 4 014 Domare: Per Melin (Kävlinge) |

### Grupp 6[27]
| Nr | Lag            | S | V | O | F | GM | IM | MS | P |
| -- | -------------- | - | - | - | - | -- | -- | -- | - |
| 1  | Hammarby IF    | 3 | 2 | 1 | 0 | 7  | 3  | +4 | 7 |
| 2  | Syrianska FC   | 3 | 2 | 1 | 0 | 2  | 0  | +2 | 7 |
| 3  | Djurgårdens IF | 3 | 1 | 0 | 2 | 3  | 5  | −2 | 3 |
| 4  | Ljungskile SK  | 3 | 0 | 0 | 3 | 3  | 7  | −4 | 0 |

|             | 21 februari 2016 | Hammarby IF | 0 – 0           | Syrianska FC | Tele2 Arena                                                                   |                                                                               |
| 15:00 UTC+1 | 15:00 UTC+1      |             | (0 – 0) Rapport |              | Stockholm Sändes på: Cmore Fotboll Publik: 9 166 Domare: Diako Behnam (Solna) | Stockholm Sändes på: Cmore Fotboll Publik: 9 166 Domare: Diako Behnam (Solna) |
| 15:00 UTC+1 | 15:00 UTC+1      |             |                 |              | Stockholm Sändes på: Cmore Fotboll Publik: 9 166 Domare: Diako Behnam (Solna) | Stockholm Sändes på: Cmore Fotboll Publik: 9 166 Domare: Diako Behnam (Solna) |
| 15:00 UTC+1 | 15:00 UTC+1      |             |                 |              | Stockholm Sändes på: Cmore Fotboll Publik: 9 166 Domare: Diako Behnam (Solna) | Stockholm Sändes på: Cmore Fotboll Publik: 9 166 Domare: Diako Behnam (Solna) |

|             | 22 februari 2016 | Djurgårdens IF           | 2 – 1           | Ljungskile SK | Tele2 Arena                                                                       |                                                                                   |
| 19:00 UTC+1 | 19:00 UTC+1      | 58′ (sjm.) Andersson 85′ | (0 – 0) Rapport | 76′ Olsson    | Stockholm Sändes på: Cmore Fotboll Publik: 6 409 Domare: Jonas Eriksson (Sigtuna) | Stockholm Sändes på: Cmore Fotboll Publik: 6 409 Domare: Jonas Eriksson (Sigtuna) |
| 19:00 UTC+1 | 19:00 UTC+1      |                          |                 |               | Stockholm Sändes på: Cmore Fotboll Publik: 6 409 Domare: Jonas Eriksson (Sigtuna) | Stockholm Sändes på: Cmore Fotboll Publik: 6 409 Domare: Jonas Eriksson (Sigtuna) |
| 19:00 UTC+1 | 19:00 UTC+1      |                          |                 |               | Stockholm Sändes på: Cmore Fotboll Publik: 6 409 Domare: Jonas Eriksson (Sigtuna) | Stockholm Sändes på: Cmore Fotboll Publik: 6 409 Domare: Jonas Eriksson (Sigtuna) |

|             | 28 februari 2016 | Syrianska FC | 1 – 0           | Djurgårdens IF | Södertälje Fotbollsarena                                                            |                                                                                     |
| 14:00 UTC+1 | 14:00 UTC+1      | Katourgi 52′ | (0 – 0) Rapport |                | Stockholm Sändes på: Cmore Fotboll Publik: 3 106 Domare: Mohammed Al-Hakim (Köping) | Stockholm Sändes på: Cmore Fotboll Publik: 3 106 Domare: Mohammed Al-Hakim (Köping) |
| 14:00 UTC+1 | 14:00 UTC+1      |              |                 |                | Stockholm Sändes på: Cmore Fotboll Publik: 3 106 Domare: Mohammed Al-Hakim (Köping) | Stockholm Sändes på: Cmore Fotboll Publik: 3 106 Domare: Mohammed Al-Hakim (Köping) |
| 14:00 UTC+1 | 14:00 UTC+1      |              |                 |                | Stockholm Sändes på: Cmore Fotboll Publik: 3 106 Domare: Mohammed Al-Hakim (Köping) | Stockholm Sändes på: Cmore Fotboll Publik: 3 106 Domare: Mohammed Al-Hakim (Köping) |

|             | 29 februari 2016 | Hammarby IF                                                      | 4 – 2           | Ljungskile SK       | Tele2 Arena                                                                           |                                                                                       |
| 19:00 UTC+1 | 19:00 UTC+1      | Israelsson 44′ Khalili 55′ Bakircioglu 72′ (str.) De Azeredo 82′ | (1 – 2) Rapport | 2′ Olsson 3′ Nilsen | Stockholm Sändes på: Cmore Fotboll Publik: 7 243 Domare: Martin Strömbergsson (Gävle) | Stockholm Sändes på: Cmore Fotboll Publik: 7 243 Domare: Martin Strömbergsson (Gävle) |
| 19:00 UTC+1 | 19:00 UTC+1      |                                                                  |                 |                     | Stockholm Sändes på: Cmore Fotboll Publik: 7 243 Domare: Martin Strömbergsson (Gävle) | Stockholm Sändes på: Cmore Fotboll Publik: 7 243 Domare: Martin Strömbergsson (Gävle) |
| 19:00 UTC+1 | 19:00 UTC+1      |                                                                  |                 |                     | Stockholm Sändes på: Cmore Fotboll Publik: 7 243 Domare: Martin Strömbergsson (Gävle) | Stockholm Sändes på: Cmore Fotboll Publik: 7 243 Domare: Martin Strömbergsson (Gävle) |

|             | 6 mars 2016 | Ljungskile SK | 0 – 1           | Syrianska FC | Strömsvallen                                            |                                                         |
| 14:00 UTC+1 | 14:00 UTC+1 |               | (0 – 0) Rapport | 52′ Katourgi | Lilla Edet Publik: 450 Domare: Adnan Jukic (Falkenberg) | Lilla Edet Publik: 450 Domare: Adnan Jukic (Falkenberg) |
| 14:00 UTC+1 | 14:00 UTC+1 |               |                 |              | Lilla Edet Publik: 450 Domare: Adnan Jukic (Falkenberg) | Lilla Edet Publik: 450 Domare: Adnan Jukic (Falkenberg) |
| 14:00 UTC+1 | 14:00 UTC+1 |               |                 |              | Lilla Edet Publik: 450 Domare: Adnan Jukic (Falkenberg) | Lilla Edet Publik: 450 Domare: Adnan Jukic (Falkenberg) |

|             | 6 mars 2016 | Djurgårdens IF | 1 – 3           | Hammarby IF                            | Tele2 Arena                                                              |                                                                          |
| 14:00 UTC+1 | 14:00 UTC+1 | Larsson 4′     | (1 – 2) Rapport | 20′ De Azeredo 26′ Persson 77′ Haglund | Stockholm Sänds på: SVT2 Publik: 21 367 Domare: Bojan Pandzic (Göteborg) | Stockholm Sänds på: SVT2 Publik: 21 367 Domare: Bojan Pandzic (Göteborg) |
| 14:00 UTC+1 | 14:00 UTC+1 |                |                 |                                        | Stockholm Sänds på: SVT2 Publik: 21 367 Domare: Bojan Pandzic (Göteborg) | Stockholm Sänds på: SVT2 Publik: 21 367 Domare: Bojan Pandzic (Göteborg) |
| 14:00 UTC+1 | 14:00 UTC+1 |                |                 |                                        | Stockholm Sänds på: SVT2 Publik: 21 367 Domare: Bojan Pandzic (Göteborg) | Stockholm Sänds på: SVT2 Publik: 21 367 Domare: Bojan Pandzic (Göteborg) |

### Grupp 7[32]
| Nr | Lag               | S | V | O | F | GM | IM | MS | P |
| -- | ----------------- | - | - | - | - | -- | -- | -- | - |
| 1  | BK Häcken         | 3 | 2 | 1 | 0 | 10 | 2  | +8 | 7 |
| 2  | FC Trollhättan    | 3 | 1 | 1 | 1 | 5  | 8  | −3 | 4 |
| 3  | Gefle IF          | 3 | 1 | 0 | 2 | 5  | 8  | −3 | 3 |
| 4  | IF Brommapojkarna | 3 | 0 | 2 | 1 | 3  | 5  | −2 | 2 |

|             | 20 februari 2016 | BK Häcken | 0 – 0           | IF Brommapojkarna | Bravida Arena                                             |                                                           |
| 14:00 UTC+1 | 14:00 UTC+1      |           | (0 – 0) Rapport |                   | Göteborg Publik: 300 Domare: Fredrik Klitte (Helsingborg) | Göteborg Publik: 300 Domare: Fredrik Klitte (Helsingborg) |
| 14:00 UTC+1 | 14:00 UTC+1      |           |                 |                   | Göteborg Publik: 300 Domare: Fredrik Klitte (Helsingborg) | Göteborg Publik: 300 Domare: Fredrik Klitte (Helsingborg) |
| 14:00 UTC+1 | 14:00 UTC+1      |           |                 |                   | Göteborg Publik: 300 Domare: Fredrik Klitte (Helsingborg) | Göteborg Publik: 300 Domare: Fredrik Klitte (Helsingborg) |

|             | 20 februari 2016 | FC Trollhättan                  | 2 – 1           | Gefle IF       | Edsborgs IP                                              |                                                          |
| 14:00 UTC+1 | 14:00 UTC+1      | Sundström 56′ Beqiri 90′ (str.) | (0 – 1) Rapport | 27′ Bertilsson | Trollhättan Publik: 354 Domare: Bojan Pandzic (Göteborg) | Trollhättan Publik: 354 Domare: Bojan Pandzic (Göteborg) |
| 14:00 UTC+1 | 14:00 UTC+1      |                                 |                 |                | Trollhättan Publik: 354 Domare: Bojan Pandzic (Göteborg) | Trollhättan Publik: 354 Domare: Bojan Pandzic (Göteborg) |
| 14:00 UTC+1 | 14:00 UTC+1      |                                 |                 |                | Trollhättan Publik: 354 Domare: Bojan Pandzic (Göteborg) | Trollhättan Publik: 354 Domare: Bojan Pandzic (Göteborg) |

|             | 27 februari 2016 | FC Trollhättan           | 2 – 6           | BK Häcken                                            | Edsborgs IP                                                  |                                                              |
| 14:00 UTC+1 | 14:00 UTC+1      | Bagger 31′ Sundström 82′ | (1 – 2) Rapport | 9′, 29′ Jeremejeff 51′, 54′ Paulinho 80′, 90′ Owoeri | Trollhättan Publik: 724 Domare: Robert Daradic (Helsingborg) | Trollhättan Publik: 724 Domare: Robert Daradic (Helsingborg) |
| 14:00 UTC+1 | 14:00 UTC+1      |                          |                 |                                                      | Trollhättan Publik: 724 Domare: Robert Daradic (Helsingborg) | Trollhättan Publik: 724 Domare: Robert Daradic (Helsingborg) |
| 14:00 UTC+1 | 14:00 UTC+1      |                          |                 |                                                      | Trollhättan Publik: 724 Domare: Robert Daradic (Helsingborg) | Trollhättan Publik: 724 Domare: Robert Daradic (Helsingborg) |

|             | 27 februari 2016 | Gefle IF                                          | 4 – 2           | IF Brommapojkarna                | Gavlevallen                                    |                                                |
| 14:00 UTC+1 | 14:00 UTC+1      | Nilsson 12′ Oremo 20′ Skrabb 38′ Bertilsson 90+3′ | (3 – 1) Rapport | 8′ Martinsson Ngouali 85′ Beijmo | Gävle Publik: 274 Domare: Diako Behnam (Solna) | Gävle Publik: 274 Domare: Diako Behnam (Solna) |
| 14:00 UTC+1 | 14:00 UTC+1      |                                                   |                 |                                  | Gävle Publik: 274 Domare: Diako Behnam (Solna) | Gävle Publik: 274 Domare: Diako Behnam (Solna) |
| 14:00 UTC+1 | 14:00 UTC+1      |                                                   |                 |                                  | Gävle Publik: 274 Domare: Diako Behnam (Solna) | Gävle Publik: 274 Domare: Diako Behnam (Solna) |

|             | 5 mars 2016 | IF Brommapojkarna | 1 – 1           | FC Trollhättan | Grimsta IP                                            |                                                       |
| 14:00 UTC+1 | 14:00 UTC+1 | Gyökeres 11′      | (1 – 0) Rapport | 87′ Bilan      | Stockholm Publik: 109 Domare: Farouk Nehdi (Huddinge) | Stockholm Publik: 109 Domare: Farouk Nehdi (Huddinge) |
| 14:00 UTC+1 | 14:00 UTC+1 |                   |                 |                | Stockholm Publik: 109 Domare: Farouk Nehdi (Huddinge) | Stockholm Publik: 109 Domare: Farouk Nehdi (Huddinge) |
| 14:00 UTC+1 | 14:00 UTC+1 |                   |                 |                | Stockholm Publik: 109 Domare: Farouk Nehdi (Huddinge) | Stockholm Publik: 109 Domare: Farouk Nehdi (Huddinge) |

|             | 5 mars 2016 | BK Häcken                             | 4 – 0           | Gefle IF | Bravida Arena                                           |                                                         |
| 14:00 UTC+1 | 14:00 UTC+1 | Paulinho 43′, 53′, 76′ Jeremejeff 57′ | (1 – 0) Rapport |          | Göteborg Publik: 718 Domare: Mohammed Al-Hakim (Köping) | Göteborg Publik: 718 Domare: Mohammed Al-Hakim (Köping) |
| 14:00 UTC+1 | 14:00 UTC+1 |                                       |                 |          | Göteborg Publik: 718 Domare: Mohammed Al-Hakim (Köping) | Göteborg Publik: 718 Domare: Mohammed Al-Hakim (Köping) |
| 14:00 UTC+1 | 14:00 UTC+1 |                                       |                 |          | Göteborg Publik: 718 Domare: Mohammed Al-Hakim (Köping) | Göteborg Publik: 718 Domare: Mohammed Al-Hakim (Köping) |

### Grupp 8[34]
| Nr | Lag             | S | V | O | F | GM | IM | MS | P |
| -- | --------------- | - | - | - | - | -- | -- | -- | - |
| 1  | Helsingborgs IF | 3 | 2 | 1 | 0 | 5  | 2  | +3 | 7 |
| 2  | Örebro SK       | 3 | 1 | 2 | 0 | 6  | 4  | +2 | 5 |
| 3  | BK Forward      | 3 | 1 | 1 | 1 | 7  | 4  | +3 | 4 |
| 4  | Gais            | 3 | 0 | 0 | 3 | 3  | 11 | −8 | 0 |

|             | 20 februari 2016 | Helsingborgs IF                         | 3 – 1           | Gais      | Olympiafältet                                           |                                                         |
| 14:00 UTC+1 | 14:00 UTC+1      | Larsson 20′ Christensen 37′ Bojanić 65′ | (2 – 0) Rapport | 63′ Singh | Helsingborg Publik: 1 557 Domare: Andreas Ekberg (Lund) | Helsingborg Publik: 1 557 Domare: Andreas Ekberg (Lund) |
| 14:00 UTC+1 | 14:00 UTC+1      |                                         |                 |           | Helsingborg Publik: 1 557 Domare: Andreas Ekberg (Lund) | Helsingborg Publik: 1 557 Domare: Andreas Ekberg (Lund) |
| 14:00 UTC+1 | 14:00 UTC+1      |                                         |                 |           | Helsingborg Publik: 1 557 Domare: Andreas Ekberg (Lund) | Helsingborg Publik: 1 557 Domare: Andreas Ekberg (Lund) |

|             | 21 februari 2016 | BK Forward              | 2 – 2           | Örebro SK               | Behrn Arena                                                                 |                                                                             |
| 14:00 UTC+1 | 14:00 UTC+1      | Björndahl 8′ Berger 89′ | (1 – 0) Rapport | 65′ Gerzic 68′ Holmberg | Örebro Sändes på: SVT Play Publik: 2 700 Domare: Mohammed Al-Hakim (Köping) | Örebro Sändes på: SVT Play Publik: 2 700 Domare: Mohammed Al-Hakim (Köping) |
| 14:00 UTC+1 | 14:00 UTC+1      |                         |                 |                         | Örebro Sändes på: SVT Play Publik: 2 700 Domare: Mohammed Al-Hakim (Köping) | Örebro Sändes på: SVT Play Publik: 2 700 Domare: Mohammed Al-Hakim (Köping) |
| 14:00 UTC+1 | 14:00 UTC+1      |                         |                 |                         | Örebro Sändes på: SVT Play Publik: 2 700 Domare: Mohammed Al-Hakim (Köping) | Örebro Sändes på: SVT Play Publik: 2 700 Domare: Mohammed Al-Hakim (Köping) |

|             | 27 februari 2016 | Örebro SK                            | 3 – 1           | Gais            | Behrn Arena                                                                      |                                                                                  |
| 14:00 UTC+1 | 14:00 UTC+1      | Gerzic 9′ Nordmark 64′ Hines-Ike 79′ | (1 – 0) Rapport | 81′ Johannesson | Örebro Sändes på: Cmore Fotboll Publik: 897 Domare: Markus Strömbergsson (Gävle) | Örebro Sändes på: Cmore Fotboll Publik: 897 Domare: Markus Strömbergsson (Gävle) |
| 14:00 UTC+1 | 14:00 UTC+1      |                                      |                 |                 | Örebro Sändes på: Cmore Fotboll Publik: 897 Domare: Markus Strömbergsson (Gävle) | Örebro Sändes på: Cmore Fotboll Publik: 897 Domare: Markus Strömbergsson (Gävle) |
| 14:00 UTC+1 | 14:00 UTC+1      |                                      |                 |                 | Örebro Sändes på: Cmore Fotboll Publik: 897 Domare: Markus Strömbergsson (Gävle) | Örebro Sändes på: Cmore Fotboll Publik: 897 Domare: Markus Strömbergsson (Gävle) |

|             | 28 februari 2016 | BK Forward | 0 – 1           | Helsingborgs IF | Behrn Arena                                        |                                                    |
| 14:00 UTC+1 | 14:00 UTC+1      |            | (0 – 1) Rapport | 13′ Hallenius   | Örebro Publik: 670 Domare: Patrik Eriksson (Gävle) | Örebro Publik: 670 Domare: Patrik Eriksson (Gävle) |
| 14:00 UTC+1 | 14:00 UTC+1      |            |                 |                 | Örebro Publik: 670 Domare: Patrik Eriksson (Gävle) | Örebro Publik: 670 Domare: Patrik Eriksson (Gävle) |
| 14:00 UTC+1 | 14:00 UTC+1      |            |                 |                 | Örebro Publik: 670 Domare: Patrik Eriksson (Gävle) | Örebro Publik: 670 Domare: Patrik Eriksson (Gävle) |

|             | 5 mars 2016 | Gais           | 1 – 5           | BK Forward                                           | Valhalla IP                                         |                                                     |
| 14:00 UTC+1 | 14:00 UTC+1 | Mijaljevic 68′ | (0 – 2) Rapport | 29′ Wettéus 39′, 86′ Björndahl 58′ Lamu 84′ Carlsson | Göteborg Publik: 800 Domare: Jim Petersson (Motala) | Göteborg Publik: 800 Domare: Jim Petersson (Motala) |
| 14:00 UTC+1 | 14:00 UTC+1 |                |                 |                                                      | Göteborg Publik: 800 Domare: Jim Petersson (Motala) | Göteborg Publik: 800 Domare: Jim Petersson (Motala) |
| 14:00 UTC+1 | 14:00 UTC+1 |                |                 |                                                      | Göteborg Publik: 800 Domare: Jim Petersson (Motala) | Göteborg Publik: 800 Domare: Jim Petersson (Motala) |

|             | 5 mars 2016 | Helsingborgs IF | 1 – 1           | Örebro SK  | Olympiafältet                                            |                                                          |
| 14:00 UTC+1 | 14:00 UTC+1 | Hallenius 16′   | (1 – 1) Rapport | 12′ Kamara | Helsingborg Publik: 1 335 Domare: Kaspar Sjöberg (Malmö) | Helsingborg Publik: 1 335 Domare: Kaspar Sjöberg (Malmö) |
| 14:00 UTC+1 | 14:00 UTC+1 |                 |                 |            | Helsingborg Publik: 1 335 Domare: Kaspar Sjöberg (Malmö) | Helsingborg Publik: 1 335 Domare: Kaspar Sjöberg (Malmö) |
| 14:00 UTC+1 | 14:00 UTC+1 |                 |                 |            | Helsingborg Publik: 1 335 Domare: Kaspar Sjöberg (Malmö) | Helsingborg Publik: 1 335 Domare: Kaspar Sjöberg (Malmö) |

Anmärkningslista
1. ↑  Mål gjorda på straffsparksläggning är inte medräknade.
2. 1 2  Det krävdes dispens från Svenska Fotbollförbundet för att matcherna skull få spelas i Prioritet Serneke Arena, då man ej fick dispens spelades matcherna på BK Häcken:s hemmaarena, Bravida Arena.[5][6]
3. 1 2  Då Änglavallen i Ängelholm inte kunde arrangera matchen valde Ängelholms FF att lägga matchen på Malmö IP. Ängelholms FF stod dock fortfarande som hemmalag i matchen.[21]